# Chanty-Mansyjsk

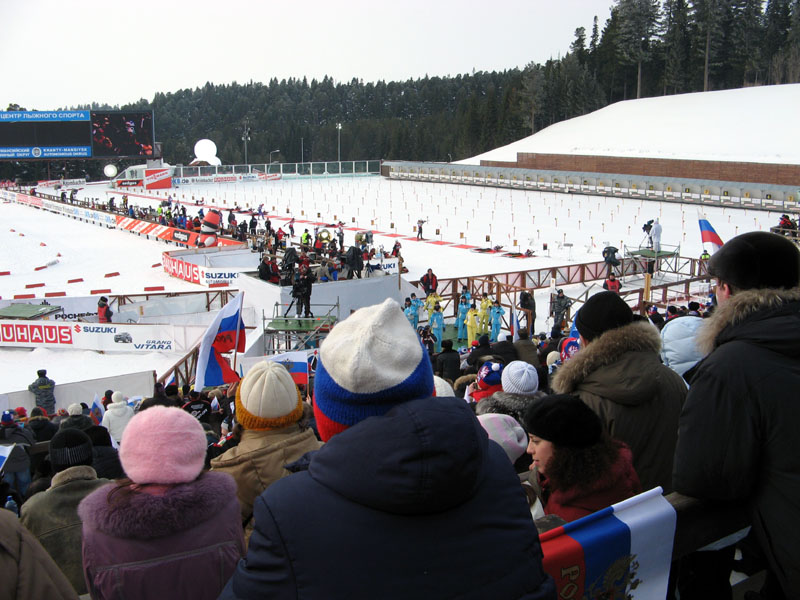
Centrum narciarskie w mieście

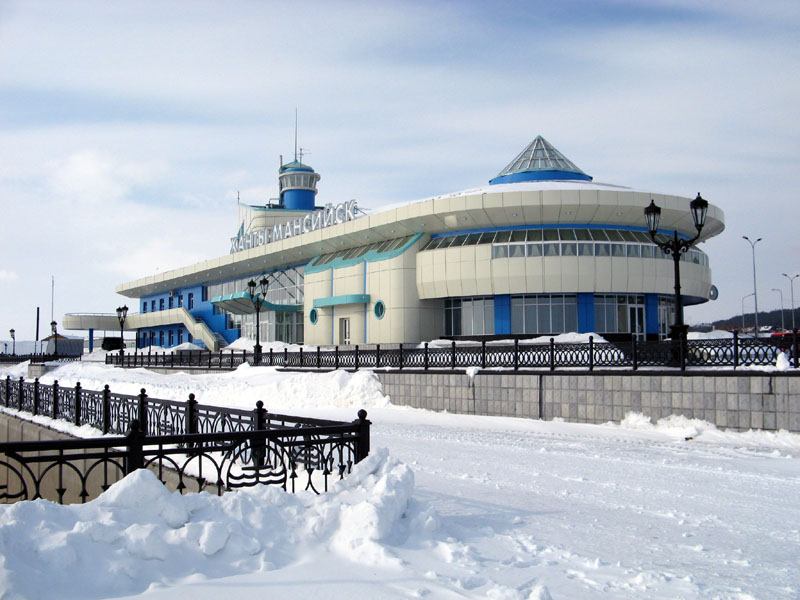
Port i dworzec autobusowy w mieście

Chanty-Mansyjsk (ros. Xaнты-Мaнcийcк) – miasto w Rosji, stolica Chanty-Mansyjskiego Okręgu Autonomicznego, często nazywane „Bramą Syberii”. Liczy 103 117 mieszkańców (2021).

## Położenie
Miasto położone jest na zachodniej Syberii, w centrum Chanty-Mansyjskiego Okręgu Autonomicznego – Jugry. Chanty-Mansyjsk stanowi także ośrodek administracyjny Rejonu chanty-mansyjskiego, sam jednak w skład tego rejonu nie wchodzi, stanowiąc miasto wydzielone Chanty-Mansyjskiego OA – Jugry.
Miasto leży nad rzeką Irtysz, 15 km od jej ujścia do Obu. Od stolicy kraju – Moskwy dzieli je odległość 2.759 km (licząc odległość lotniczą).

## Nazwa miasta
Nazwa miasta nawiązuje do dwu rdzennych narodowości zamieszkujących ten rejon Syberii – Chantów i Mansów. Poprzednia nazwa Chanty-Mansyjska – Ostiako-Wogulsk także dotyczyła tych samych narodów, jednak zastosowane nazwy – Ostiacy i Wogułowie, były określeniami tych nacji w języku rosyjskim, a nie we własnych językach obu ugrofińskich ludów.

## Historia
Miasto zostało założone w 1930 r. jako osiedle robotnicze pod nazwą Ostiako-Wogulsk (Остяко-Вогульск) i stało się stolicą utworzonego właśnie Ostiako-Wogulskiego Okręgu Narodowościowego. W 1940 r. wraz ze zmianą nazwy okręgu na Chanty-Mansyjski Okręg Narodowościowy miasto przemianowane na Chanty-Mansyjsk. Prawa miejskie przyznano mu w 1950. Wraz z przyznaniem praw miejskich w obręb Chanty-Mansyjska włączono istniejącą od XVI w osadę Samarowo, stanowiącą dotąd ośrodek administracyjny Rejonu Samarowskiego. Po przyłączeniu Samarowa do Chanty-Mansyjska miasto to stało się centrum Rejonu, który przemianowano na Rejon chanty-mansyjski.

## Gospodarka
Podstawę gospodarki Chanty-Mansyjska stanowi przemysł naftowy. Generuje on 88,6% wartości całej produkcji przemysłowej miasta. Poza tym w mieście istnieje przemysł elektroenergetyczny (6,8% wartości) i poligraficzny (1,2%). Inne gałęzie produkcji – przemysł rybny, leśny i spożywczy nie odgrywają istotniejszej roli, produkując jedynie na potrzeby rynku lokalnego.

## Transport
- Port lotniczy Chanty-Mansyjsk
- UTair Aviation – linia lotnicza

## Kultura i oświata
Chanty-Mansyjsk, jako stolica Chanty-Mansyjskiego Okręgu Autonomicznego – Jugry posiada większą liczbę instytucji kulturalno-oświatowych, niżby wynikało to z wielkości niespełna 60-tysięcznego miasta, m.in. 9 uczelni, a ponadto kina, biblioteki i muzea.

## Sport
Chanty-Mansyjsk jest także ośrodkiem sportów łyżwiarskich, w mieście znajduje się znane centrum biathlonowe.
W mieście istnieje również klub hokejowy Jugra Chanty-Mansyjsk, założony w 2006, zaś od sezonu 2010/2011 klub przyjęto do rozgrywek Kontinientalnaja Hokkiejnaja Liga (KHL).

## Religia
Miasto jest siedzibą eparchii chanty-mansyjskiej Rosyjskiego Kościoła Prawosławnego. Katedrą eparchii jest sobór Zmartwychwstania Pańskiego w Chanty-Mansyjsku. Status soboru posiada również druga cerkiew w mieście, sobór Przemienienia Pańskiego.
W mieście istnieje niewielka wspólnota rzymskokatolicka, do której dojeżdża ksiądz z parafii w Surgucie.